# 1892 dans les parcs de loisirs
| Années des parcs de loisirs : 1889 - 1890 - 1891 - 1892 - 1893 - 1894 - 1895    |
| Décennies des parcs de loisirs : 1860 - 1870 - 1880 - 1890 - 1900 - 1910 - 1920 |

## Les parcs d'attractions

### Ouverture
- Exposition Park ( États-Unis)

## Les attractions

### Montagnes russes
| Nom                | Type/Modèle | Constructeur | Parc        | Pays       |
| ------------------ | ----------- | ------------ | ----------- | ---------- |
| Switchback Railway | Bois        |              | Cedar Point | États-Unis |

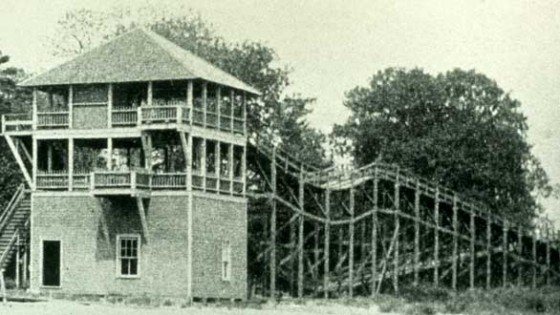
Switchback Railway à Cedar Point

### Autres attractions
| Nom              | Type/Modèle | Constructeur | Parc       | Pays  |
| ---------------- | ----------- | ------------ | ---------- | ----- |
| Cirkuskarusellen | Carrousel   |              | Gröna Lund | Suède |

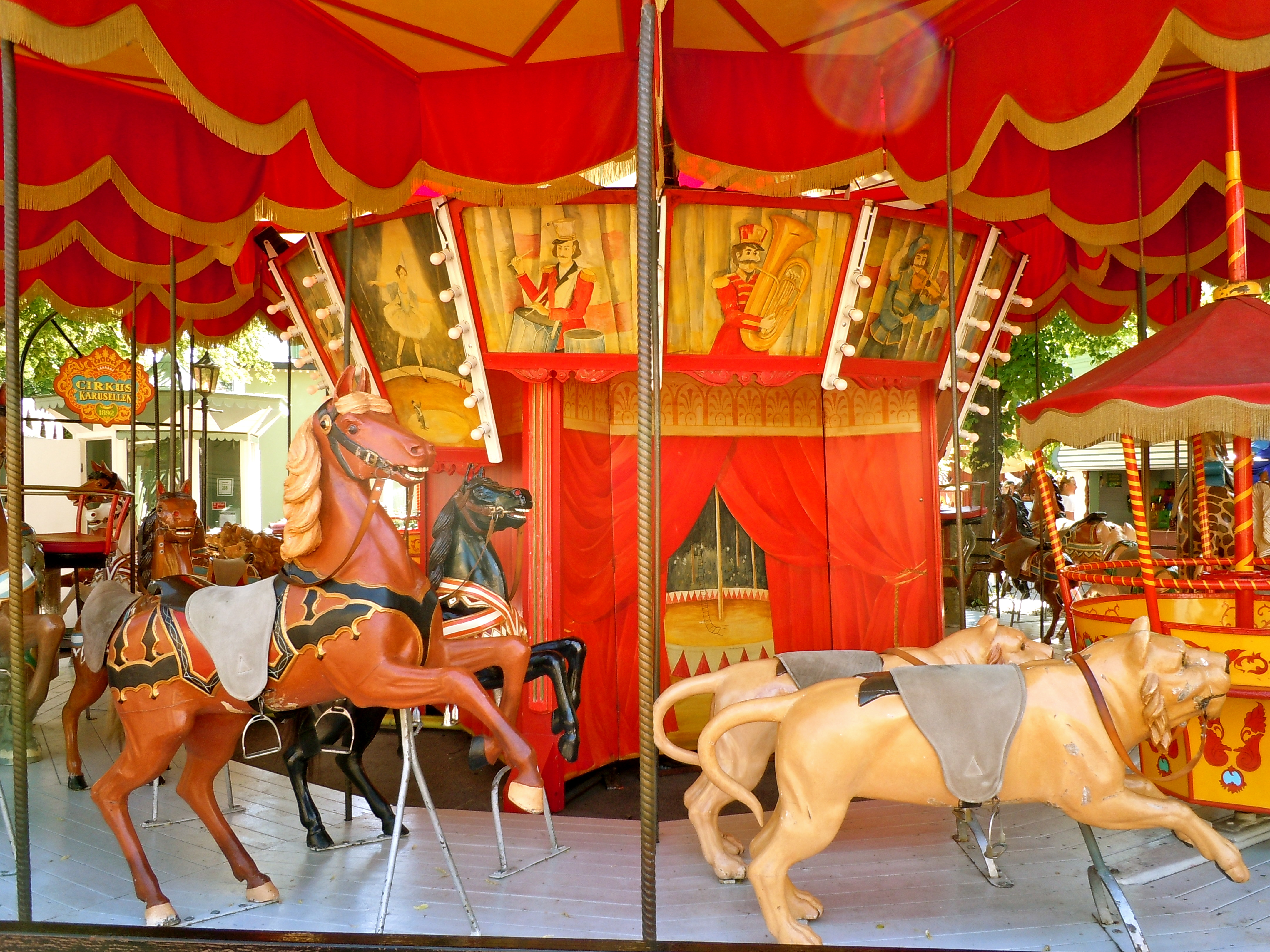
Cirkuskarusellen à Gröna Lund